# Luchrone
 (janvier 2021).
La mise en forme du texte ne suit pas les recommandations de Wikipédia : il faut le « wikifier ».
Les points d'amélioration suivants sont les cas les plus fréquents. Le détail des points à revoir est peut-être précisé sur la page de discussion.
- Les titres sont pré-formatés par le logiciel. Ils ne sont ni en capitales, ni en gras.
- Le texte ne doit pas être écrit en capitales (les noms de famille non plus), ni en gras, ni en italique, ni en « petit »…
- Le gras n'est utilisé que pour surligner le titre de l'article dans l'introduction, une seule fois.
- L'italique est rarement utilisé : mots en langue étrangère, titres d'œuvres, noms de bateaux, etc.
- Les citations ne sont pas en italique mais en corps de texte normal. Elles sont entourées par des guillemets français : « et ».
- Les listes à puces sont à éviter, des paragraphes rédigés étant largement préférés. Les tableaux sont à réserver à la présentation de données structurées (résultats, etc.).
- Les appels de note de bas de page (petits chiffres en exposant, introduits par l'outil «  Source ») sont à placer entre la fin de phrase et le point final[comme ça].
- Les liens internes (vers d'autres articles de Wikipédia) sont à choisir avec parcimonie. Créez des liens vers des articles approfondissant le sujet. Les termes génériques sans rapport avec le sujet sont à éviter, ainsi que les répétitions de liens vers un même terme.
- Les liens externes sont à placer uniquement dans une section « Liens externes », à la fin de l'article. Ces liens sont à choisir avec parcimonie suivant les règles définies. Si un lien sert de source à l'article, son insertion dans le texte est à faire par les notes de bas de page.
- La présentation des références doit suivre les conventions bibliographiques. Il est recommandé d'utiliser les modèles {{Ouvrage}}, {{Chapitre}}, {{Article}}, {{Lien web}} et/ou {{Bibliographie}}. Le mode d'édition visuel peut mettre en forme automatiquement les références.
- Insérer une infobox (cadre d'informations à droite) n'est pas obligatoire pour parachever la mise en page.

Pour une aide détaillée, merci de consulter Aide:Wikification.
Si vous pensez que ces points ont été résolus, vous pouvez retirer ce bandeau et améliorer la mise en forme d'un autre article.
Le Luchrone est une œuvre d'Alain Le Boucher située dans la ville de Reims dans la Champagne-Ardenne.

## Luchrone
Le Luchrone de Reims, surnommé l’œuf, est la deuxième œuvre monumentale réalisée par Alain Le Boucher. Il a été financé par les membres de l'association "Prisme". La première œuvre d’Alain Boucher est « Charlie », un dé de quatre mètres de côté posé sur sa pointe implanté place de la gare à Bourges. Le mot « Luchrone » vient de Lux (lumière qui vient du latin) et de chronos (temps qui vient du grec), soit un mélange de civilisation comme le mélange de la lumière dans le temps que produit le Luchrone.

## Situation
Le Luchrone  était placé, à l’origine en septembre 1989, sur la place de la République à Reims jusqu’en 2009. Il était constitué de 324 ampoules et animé par un logiciel en langage Pascal. Il a été frappé par la foudre, ce qui a généré des dysfonctionnements. Il a été enlevé pour les travaux de tramway en juillet 2019. Après une période de remisage dans les ateliers municipaux, le « Luchrone » a été « réhabilité », pendant 3 ans, par les élèves du lycée Saint-Jean-Baptiste de La Salle avec le soutien de plusieurs entreprises. L’ensemble de l’œuvre a été re-câblée, les ampoules changées en LED et un nouveau logiciel de commande reprogrammé en langage Python.

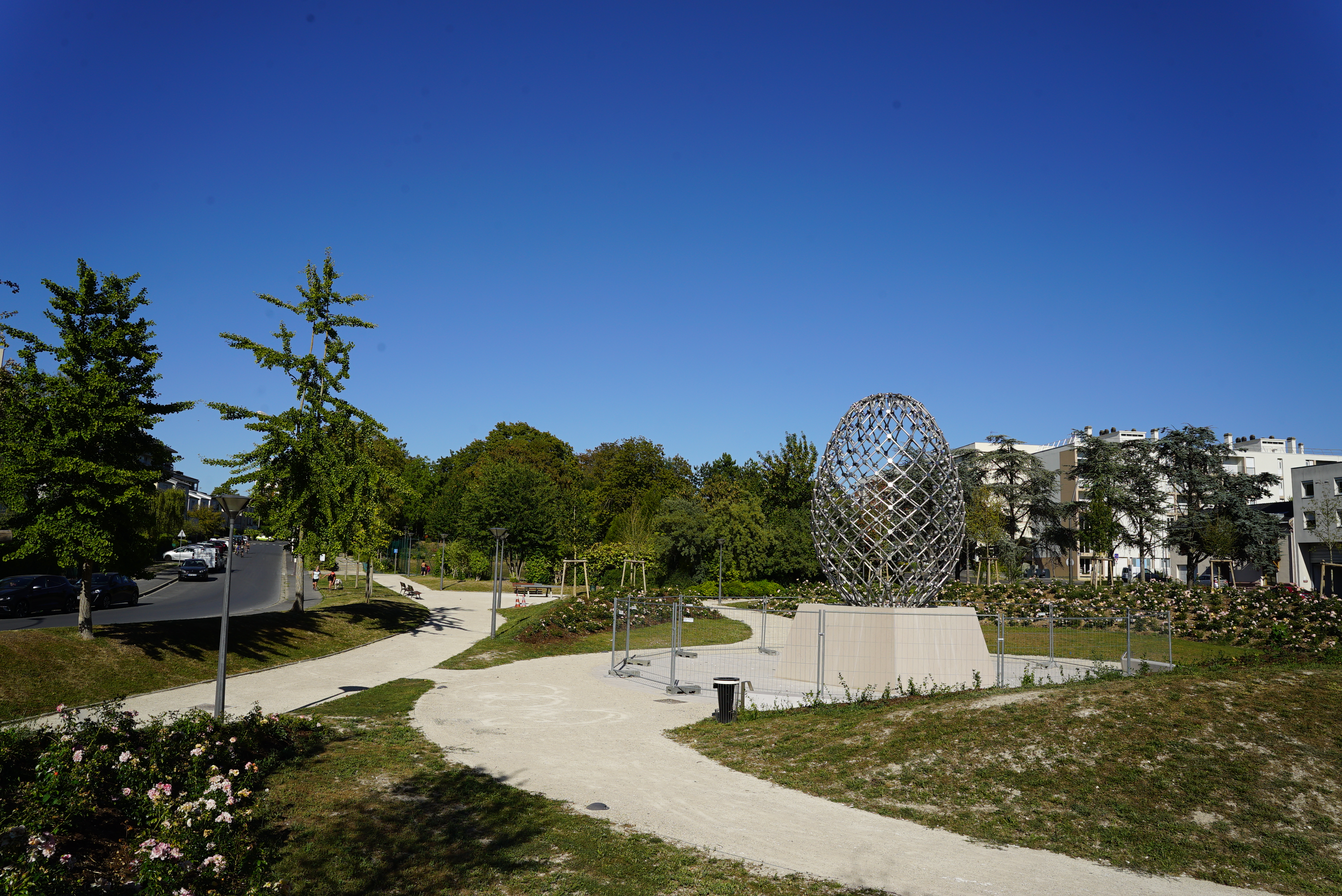
Parc des arènes du sud avenue Saint-Pol.

Son nouvel emplacement a fait l’objet d’un sondage des rémois par la mairie de Reims et a conduit à son installation fin 2020, dans le parc des Arènes du Sud à proximité du boulevard Dieu Lumière. Le Luchrone, a été transportée le mercredi 3 juillet 2019 en convoi exceptionnel au parc des Arènes du sud, près de la basilique Saint-Remi.

## Description
Le Luchrone a une dimension de 4 × 6 mètres. Il présente sous une forme ovoïde. Les sources de lumière sont tournées vers l’intérieur pour conserver à l’œuvre une forme sans aspérités et mettre la structure métallique, de l'inox, en valeur.

## Signalétique
Un totem a été installé début 2021, pour décrire l'œuvre.

## Son auteur
Alain Le Boucher est né en 1950 à Paimpol. Il vit et travaille en Normandie. Diplômé de l'Institut d'Art d'Aix en Provence.
Il compose ses sculptures de lumière en rythmes et en formes grâce aux minuscules réseaux et matériaux électroniques. Ses sculptures deviennent vivantes car la lumière les transforme grâce au passage du temps dévoilant ainsi la quatrième dimension.